# Le Grau-du-Roi
Le Grau-du-Roi [lə ɡʁo dy ʁwa] (okzitanisch Lo Grau dau Rèi) ist eine Gemeinde im Département Gard in der Region Okzitanien in Südfrankreich. Sie hat 8513 Einwohner (Stand 1. Januar 2022).

## Name
Ende des 16. Jahrhunderts schuf ein Hochwasser der Rhone an der Stelle eine Bresche zum Mittelmeer. Diese ließ Heinrich IV. zum ins Meer mündenden Kanal (grau) ausbauen, der zunächst als Grau Henry und später als Grau du Roi (Kanal des Königs) bezeichnet wurde. Im 18. Jahrhundert wurde er bis Aigues-Mortes verlängert.

## Geografie und Geschichte

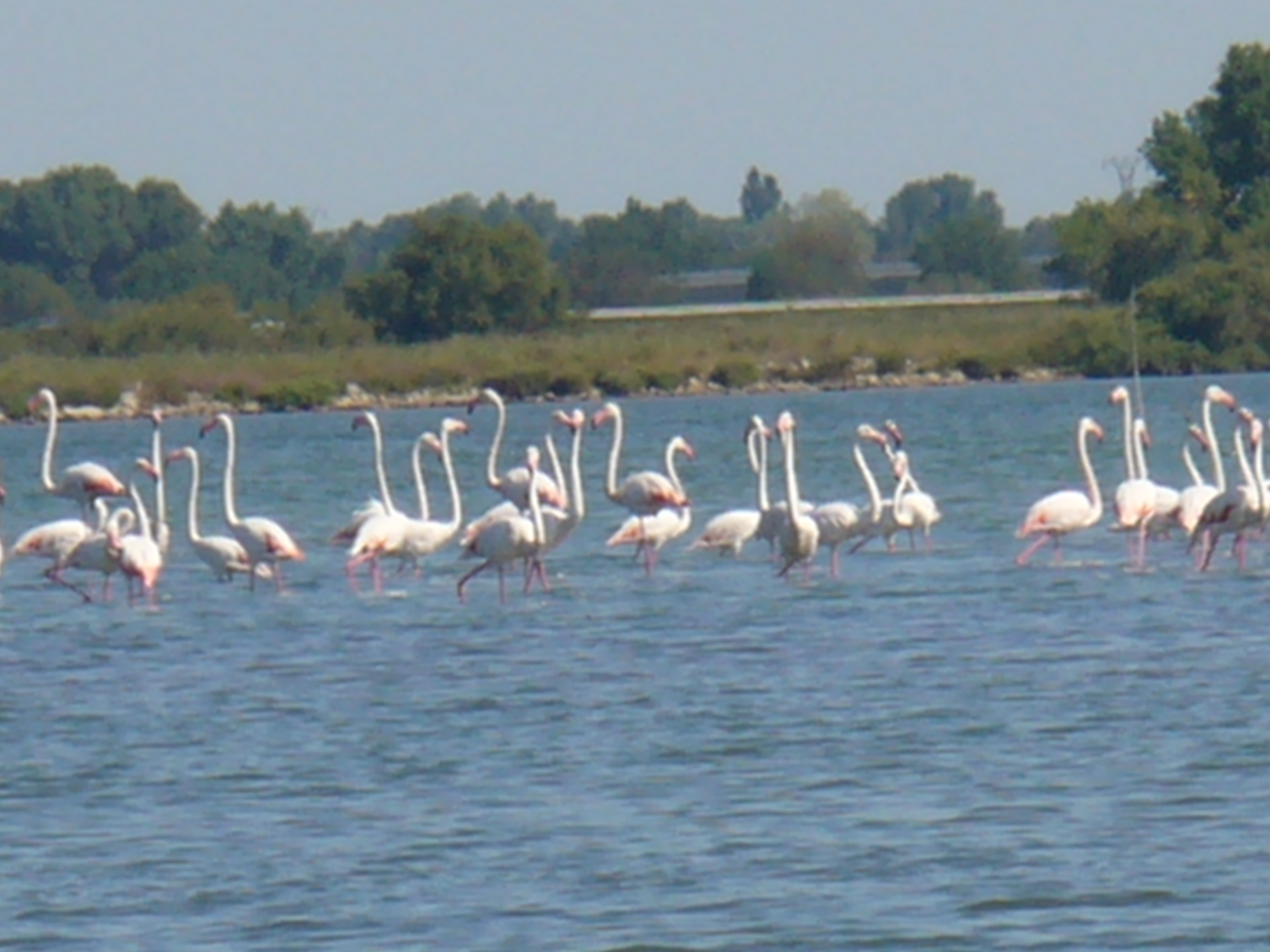
Flamingos bei Le Grau-du-Roi

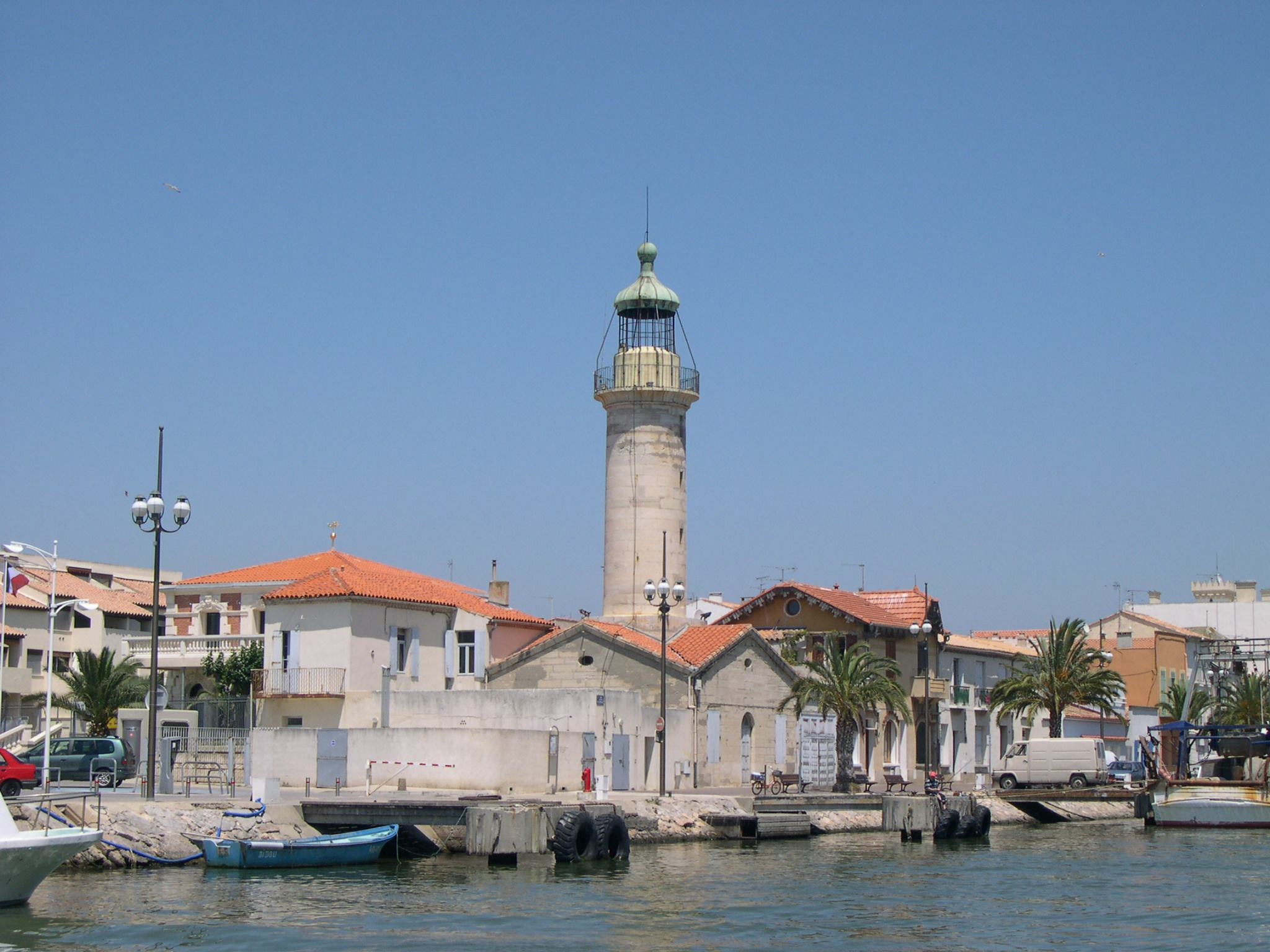
Phare du Grau d’Aigues-Mortes

Le Grau-du-Roi ist die südlichste Gemeinde des Départements Gard. Hier liegt der einzige Meereszugang dieses Départements. Bei der Anfangsaufgliederung der Départements hat das Département Hérault auf die Stadt Le Grau-du-Roi verzichtet und als Gegenleistung die damals sehr reiche Stadt Ganges erhalten.
Gegründet wurde Le Grau-du-Roi von italienischen Einwanderern am Ende des 19. Jahrhunderts in einer unwirtlichen Zone zwischen Meer und Teichen an der Mündung des Vidourle in das Mittelmeer. Durch den Ort verläuft ein 1806 vollendeter, in das Meer mündender Zweigkanal (Grau d’Aigues-Mortes, ehemals Grau-Louis bzw. Grau du Roi) des Canal du Rhône à Sète.
Bis in die 1920er-Jahre waren die wirtschaftlichen Aktivitäten der Stadt völlig auf die Fischerei beschränkt. Danach wurde der Tourismus zunehmend bedeutsamer. Ende der 1960er Jahre wurde mit der Anlage eines neuen Yachthafens begonnen. Heute ist daraus der Stadtteil Port Camargue geworden, der größte Freizeithafen Europas. In den Teichen rings um Le Grau-du-Roi sind zahlreiche wildlebende Flamingos zu Hause.

## Bevölkerungsentwicklung
| Jahr      | 1962 | 1968 | 1975 | 1982 | 1990 | 1999 | 2008 | 2017 |
| --------- | ---- | ---- | ---- | ---- | ---- | ---- | ---- | ---- |
| Einwohner | 2363 | 3354 | 3963 | 4152 | 5253 | 5875 | 8110 | 8517 |

## Sehenswürdigkeiten
- Leuchtturm Phare du Grau d’Aigues-Mortes aus dem Jahr 1828
- Seeaquarium
- Abenteuerminigolf

## Verkehr

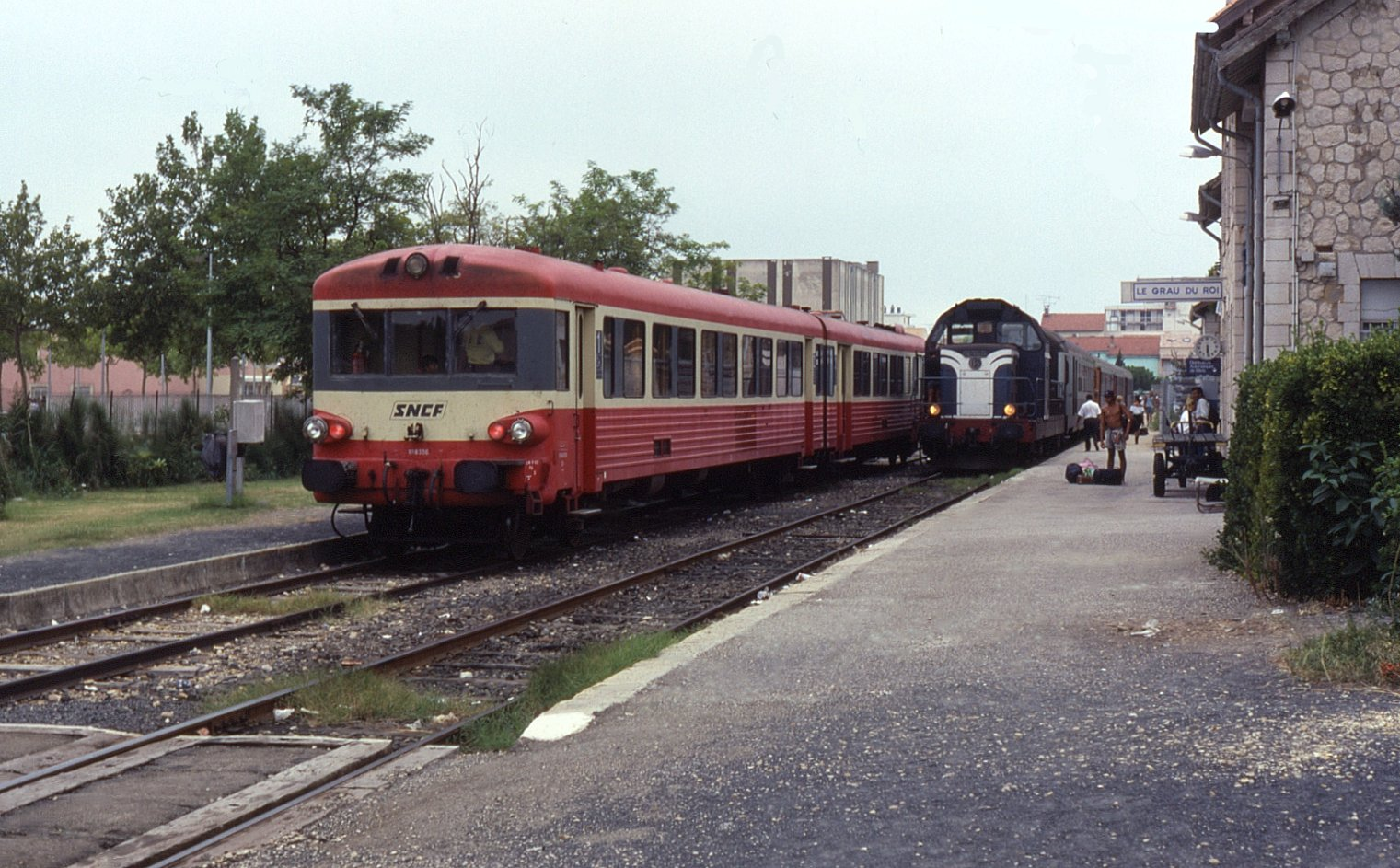
Bahnhof Le Grau-du-Roi (1992)

Der am 10. Juli 1909 eröffnete Bahnhof ist Endpunkt der Bahnstrecke Saint-Césaire–Le Grau-du-Roi, deren Eigentümer und Betreiber bis zur Gründung der SNCF die Compagnie des chemins de fer de Paris à Lyon et à la Méditerranée (PLM) war. Aktuell wird er von Regionalzügen des TER Occitanie von und nach Nîmes bedient.
Ab 1933 wurde Le Grau-du-Roi von der Nationalstraße N 579 erschlossen, die den Ort über Aigues-Mortes mit Nîmes verband. Im Jahr 1973 wurde sie zur Departementsstraße D 979 abgestuft. Nächste Autobahn ist die A 9 mit der Anschlussstelle 26 (Gallargues).

## Partnergemeinde
- Dossenheim, Deutschland

## Sonstiges
Der erste Teil von Ernest Hemingways The Garden of Eden (dt. Der Garten Eden), einem 1986 postum erschienenen Roman über eine Ménage à trois, spielt in Le Grau-du-Roi und im unweit gelegenen Aigues-Mortes.